# Objekt zájmu
Objekt zájmu (v anglickém originále Crossfire) je v pořadí třináctá epizoda čtvrté sezóny seriálu Star Trek: Stanice Deep Space Nine.

## Příběh
Na stanici Deep Space Nine zavítá bajorský předseda vlády Edon Shakaar. Dobře se zná s Kirou, protože oba spolu působili v odbojovém hnutí. Na stanici způsobení jeho přítomnost velké pozdvižení a právě v té chvíli přijde Odo s informací, že na předsedu vlády má být spáchán atentát cardassijskou extremistickou organizací „Pravá cesta“.
Shakaar ví o nebezpečí, které mu hrozí, ale nehodlá program své cesty měnit. To představuje pro Oda další problém, protože je to on, kdo zajišťuje na stanici jeho bezpečnost. Sisko mu alespoň přidělí Worfa a některé příslušníky Hvězdné flotily. V sázce je kromě předsedova života také budoucnost Bajoru, který chce připojit k Spojené federaci planet. Shakaar je ovšem při návštěvě stanice poněkud nepředvídatelný, takže mu Odo dělá prakticky stále doprovod. To je pro něj čím dál víc nepříjemné, protože se předseda vlády sblíží s Kirou, kterou Odo stále miluje. Šéf bezpečnosti je tak stále v horším psychickém rozpoložení, že během cesty v turbovýtahu nedává pozor a pošle své bezpečnostní kódy Worfovi. Výtah pak začne nekontrolovaně padat a nereaguje na příkazy, takže Odo musí deformovat stěny kabiny a zastavit pád třením rukou o stěny šachty výtahu. Při výslechu Sisko konstatuje, že se někdo naboural do systému, zfalšoval Worfův hlas a pustil turbovýtah volným pádem. Jenže to byl Odo, kdo jim předal kódy a Sisko je tak jeho jednáním velmi zklamaný. Navíc při porovnávání důkazů dojde mezi Worfem a Odem k hádce, protože Odo nedává pozor a je myšlenkami jinde. Zajde proto za Kirou, která se mu přizná, že k Shakaarovi cítí něco víc.
Worf zadrží atentátníka, který se chystal zabít předsedu vlády tím, že odčerpá vzduch z jeho kajuty. To znamená, že Odo selhal ve své práci a následně rozmlátí svou kajutu. Quark, který bydlí pod ním, to slyší a nabídne mu útěchu. Ani ne tak z přátelských důvodů, ale proto, že se jeho zákazníci sází, kdy Odo dopadne pachatele a Quark tak prohrává mnoho peněz. Odo si udělá v hlavě pořádek a oznámí Kiře, že ruší jejich pravidelné úterní schůzky. Oficiálně má mít v tuto dobu výcvik zástupců, ale hlavním důvodem je, že s ní chce trávit co nejméně času.